# Марлборо (линеен кораб, 1912)
Марлборо (на английски: HMS Marlborough) е британски линеен кораб от типа „Айрън Дюк“. Наречен е в чест на Джон Чърчил, 1-вия херцог Марлборо. Участва в Ютландското сражение; там е флагмански кораб на 1-ва линейна ескадра на Grand Fleet, флаг на вицеадмирал Сесил Бърни. Продаден за скрап през 1932 г.

## Построяване
HMS Marlborough е заложен в кралската корабостроителница на Девънпорт на 25 януари 1912 г. Кръстен е в чест на Джон Чърчил, 1-вия херцог Марлборо (1650 – 1722) – английски пълководец от времената на Войните за испанското наследство.
На 24 октомври 1912 г е спуснат на вода.
На 10 март 1914 г. започва заводски изпитания. По време на 4-часовите ходови изпитания на мерната миля в Полперо в един от пробезите Marlborough развива форсирана мощност на турбините от 32013 к.с., при това средната честота на въртене на гребните валове съставя 310 об/мин, което осигурява на кораба скорост от 21,8 възела.
На 12 юни 1914 г. линкора влиза в състава на флота.

## Конструкция

### Външност
Кораба е полубачен тип, с таранен нос и заоблена щевнева кърма. Полубака и палубата са без седловатост. Борда е прав. На полубака в носа от кула „А“ и на юта в кърмата от кула „Z“ има срезове за разширяване на секторите на обстрел на казематните оръдия. Непосредствено зад двете носови кули е високата носова надстройка, увенчана с тринога фокмачта с далекомерен пост на топа. В кърмата от нея има два прави вертикални комина. Между кърмовия комин и кърмовата надстройка се намира кула „Q“. Кърмовата надстройка е ниска, неразвита. Непосредствено зад нея са двете кърмови кули.

### Енергетична установка
Главната енергетична установка включва в себе си 2 комплекта турбини на Парсънс, работещи на 4 вала, и 18 водотръбни котела Babcock & Wilcox, разположени в три котелни отделения (по 6 котела във всяко). Всеки котел е оборудван с три инжектора за разпръскване на нефт непосредствено върху горящите въглища.
Турбините за високо налягане за преден и заден ход, разположени в крайните бордови отсека на машинното отделение, въртят външните валове (1-ви и 4-ти), турбините ниско налягане за преден и заден ход са заключени в единен корпус и въртят вътрешните валове (2-ри и 3-ти). Всички турбини са от реактивен тип.
Проектната мощност на турбините се оценява на 29000 к.с., което при средна честота на въртене на гребните валове от 300 об/мин трябва да осигуряват на кораба скорост на хода от 21 възела. Ходовите изпитания потвърждават разчетните стойности. На 10 март 1914 г. Marlborough на 4 часовите ходови изпитания на мерната миля в Полперо в един от пробезите развива форсирна мощност на турбините 32013 к.с., при това средната честота на въртене на валовете съставя 310 об/мин, което осигурява на кораба скорост от 21,8 възела.

### Скорост и далечина на плаване
- на пълен ход – 3800 мили.
- 20-възлов – 4500 мили;
- 18-възлов – 5400 мили;
- 15-възлов – 7300 мили;
- 12-възлов – 8100 мили.

### Корабни запаси
Нормалният запас въглища съставлява 900 тона, пълният 3250 тона, запаса нефт е 1050 тона. На кораба също има т. нар. неприкосновен запас нефт, който съставлява 550 тонн. Разхода на въглища за денонощие при 12-възлов ход съставлява 135 тона, на 16,4-възлов ход – 325 тона.

### Въоръжение

#### Артилерия на главния калибър
Десет 13,5" морски оръдия Mark V на фирмата „Викерс“, разположени в пет двуоръдейни кули на фирмата „Армстронг“. Кулите са разположени по линейно-терасовидната схема (кули „B“ и „X“ са издигнати).
Общият боекомплект е 1000 снаряда от всички типове (фугасни, бронебойни, полубронебойни, шрапнелни) или по 100 снаряда на ствол.

#### Противоминна артилерия
Дванадесет казематни 152-мм оръдия образец MK.VII с разделно зареждане, с дължина на канала на ствола 45 калибра (6840 мм) (на английски: 6"/45 BL Mk.VII), побордно в района на носовата надстройка.

#### Зенитно въоръжение
През 1915 г. в кърмовата част са поставени две 45-калибрени 76-мм зенитни оръдия образец QF Mk. I (на английски: QF 3 inch 20 cwt) с боекомплект по 150 изстрела на ствол, обаче поради липсата на кораба на прибор за управление на зенитния огън тези оръдия са практически безполезни в борбата срещу самолети и стават, може би, само за борба със сравнително бавните „цепелини“.
През 1918 г. са поставени далекомери с база 5,03 м за определяне на разстоянието до въздушните цели.
През 1927 г. допълнително са поставени две 102-мм зенитни оръдия, които са разположени на носовата надстройка. През 1929 г. всички 76-мм зенитни оръдия са заменени със 102-мм.

#### Торпедно въоръжение
Четири 533-мм торпедни апарата:
- 2 носови, разположени под водолинията (по един на всеки борд) в района на шпиловете;
- 2 кърмови (по един на всеки борд) на нивото на траверса на барбета на оръдейната кула „Y“.[4]

Общият боезапас съставлява 20 торпеда образци Mk.I и Мк. II, по-късно – Мк. IV.

#### Авиационно въоръжение
През 1918 г. на всички линейни кораби от типа „Айрън Дюк“ на покривите на оръдейни кули „B“ и „Q“ са поставени полетни платформи за колесните самолети-биплани „Sopwith Camel“ (или „Sopwith Pup“). Самолетите са предназначени за водене на въздушно разузнаване и коректировка на стрелбата.
През 1919 г. на всички линейни кораби полетните направляващи от авиационните платформи са свалени, макар самите платформи на кулите да са оставени.
През 1920 г. платформата на кула „B“ е демонтирана, а през 1927 г. е демонтирана и платформата от кула „Q“.

## Служба

### Първа световна война
От август 1914 до януари 1917 г. е флагман на 1-ва линейна ескадра на Grand Fleet.
На 16 януари 1916 г. се сблъсква танкера Prudentia, в резултат на това танкера потъва.
Участва в Ютландското сражение. Първи от линкорите (в 18:17) открива огън. Изстрелва 162 снаряда на главния калибър. Получава попадение от торпедо на немски разрушител, получава неголям крен, губи ход. Човешки загуби – 2 убити и 2 ранени. Отбуксиран е в базата. В ремонт е до 29 юли 1916 г., след това се връща към активна служба.

### Следвоенен период
Пре март 1919 г. е изпратен в Черно море за евакуация от Крим на намиращите се там Романови. На борда на линкора Русия напускат: вдовстващата императрица Мария Фьодоровна, великия княз Николай Николаевич младши с жена му Анастасия Николаевна, великия княз Петър Николаевич с жена му Милица Николаевна и децата Марина Петровна, Роман Петрович, Надежда Петровна, великата княгиня Ксения Александровна, князете с императорска кръв Фьодор Александрович, Никита Александрович, Дмитрий Александрович, Ростислав Александрович, Василий Александрович, князете Юсупови – Феликс Феликсович-старши, Зинаида Николаевна, Феликс Феликсович-младши, Ирина Александровна и Ирина Феликсовна, княз Дмитрий Иванович Орбелиани
Остава в състава на флота до 1932 г., след което през май е изключен от списъците на флота и е продаден за скрап.